# L'Oracle du chien
L'Oracle du chien(The Oracle of the Dog) est une nouvelle policière écrite par G. K. Chesterton. Elle paraît pour la première fois en 1923 dans The Nash's Magazine avant d'être insérée, en 1926, dans le recueil L'Incrédulité du père Brown. 
La nouvelle policière met en vedette le père Brown et son ami, le jeune Fiennes.

## Résumé
Le jeune Fiennes est en visite chez le père Brown. Dans le feu de la conversation (ou plutôt du crocodile des eaux sauvages d’Afrique centrale monologue de Fiennes, puisque le jeune homme parle pour deux), le visiteur raconte à l'ecclésiastique un meurtre inexplicable dont il a été l'un des témoins chez son ami Donald Druce.
Dans le Yorkshire, le vieux général Druce a été assassiné dans le pavillon au fond de son jardin que borde le littoral de la mer. Les témoignages de sa fille, de son fils, de son secrétaire, ainsi que du Dr Valentine et du notaire Traill, qui se trouvaient tous devant l'entrée du pavillon, concordent sur un point essentiel et troublant : nul n'est entré ou sorti du pavillon, et pourtant le vieux général a été transpercé au cœur par le tranchant d'une lame. Or, l'arme du crime n'a pas été découverte dans le pavillon et semble s'être volatilisée à l'instar du meurtrier. 
Fait encore plus troublant : au moment où l'âme du général quittait son corps, Fiennes se trouvait sur la plage avoisinante en compagnie des deux neveux du général et de son chien. L'animal s'est alors mis à hurler de douleur. Peu après, devant le pavillon, le chien a, sans raison apparente, aboyé devant le notaire. L'attitude du chien, se demande Fiennes, n'est-elle pas un oracle qu'il faut tenter de déchiffrer ? Tout comme il faudrait expliquer pourquoi, à quelques reprises, le retriever a grondé devant Floyd, le secrétaire américain du général. Certes la tension était à son comble dans la maisonnée depuis que le général avait modifié son testament en faveur de sa fille et au détriment de son fils. C'était la raison de la venue du notaire ce jour-là, car la signature du document, peu avant, avait donné lieu à une prise de bec sur une question légale entre le secrétaire et le Dr Valentine, ce dernier étant par ailleurs le soupirant de la fille du général...
Le père Brown réfute immédiatement ce discours farci de superstitions qui laissent croire que les animaux possèdent des sens divinatoires. Bien qu'il n'ait jamais vu les lieux, ni les acteurs du drame, le petit ecclésiastique en connaît assez sur la nature humaine pour comprendre ce qui s'est réellement passé. Et toute l'affaire se trouve bientôt éclairée par la raison.

## Particularités de la nouvelle
La nouvelle évoque le personnage de Sherlock Holmes créé par Arthur Conan Doyle.
Pour mettre en cause l'illusion d'une énigme de chambre close, le récit évoque brièvement Le Mystère de la chambre jaune de Gaston Leroux.